# 국가지원지방도 제56호선
국가지원지방도 제56호선은 경기도 김포시 월곶면 군하리 김포CC 교차로와 강원특별자치도 인제군 북면 용대 교차로를 잇는 국가지원지방도이다.

## 역사
본래 1994년 국도 제56호선의 시점을 철원군 김화읍에서 경기도 김포시로 연장하는 계획에 따라 포함되었던 구간으로 국도 제56호선으로 예정되어 있었으나 국가 재정 부족으로 국도로 지정되지 못하고 국가지원지방도 제56호선으로 지정되었다.
- 1996년 7월 19일 : 경기도 김포군 월곶면 ~ 강원도 인제군 북면 구간을 국가지원지방도 제56호 김포 ~ 인제선으로 지정[1]
- 2001년 3월 24일 : 서면 ~ 근남간 도로 선형개량 및 포장공사로 인해 철원군 서면 자등리 ~ 근남면 잠곡리 4.76 km 구간 도로구역 변경[2]
- 2001년 6월 9일 : 미시령 동서관통도로 사업에 의해 인제군 북면 용대리 ~ 속초시 노학동 15.67 km 구간 도로구역 변경[3]
- 2005년 1월 24일 : 용암 ~ 상수간 도로 (양주시 은현면 용암리 ~ 남면 상수리) 6.38 km 구간 확장 개통[4]
- 2006년 7월 24일 : 교하 ~ 조리간 도로 (파주시 교하읍 문발리 ~ 조리읍 등원리) 10.29 km 구간 확장 개통[5]
- 2017년 6월 30일 : 조리 ~ 법원간 도로 (파주시 광탄면 신산리 ~ 파주읍 연풍리) 4.6 km 구간 확장 개통[6]
- 2018년 12월 20일 : 조리 ~ 법원간 도로 및 법원 ~ 상수간 도로 (파주시 파주읍 연풍리 연풍 교차로 ~ 법원읍 갈곡리 오현 교차로) 7.78 km 구간 확장 개통, 기존 파주시 조리읍 등원리 ~ 법원읍 갈곡리 19.5 km 구간 폐지[7]

## 주요 경유지
경기도
- 김포시 (월곶면 - 통진읍 - 하성면) - 파주시 (문발동 - 신촌동 - 문발동 - 다율동 - 당하동 - 교하동 - 상지석동 - 조리읍 - 금릉동 - 조리읍 - 광탄면 - 파주읍 - 법원읍) - 양주시 (남면 - 은현면 - 회정동 - 덕정동 - 고암동 - 회암동 - 율정동 - 회암동) - 포천시 (동교동 - 소흘읍 - 동교동 - 설운동 - 선단동 - 자작동 - 어룡동 - 신읍동 - 군내면 - 화현면 - 내촌면) - 가평군 상면 - 포천시 (화현면 - 일동면 - 이동면)

강원특별자치도
- 철원군 (서면 - 근남면)- 화천군 (상서면 - 사내면) - 춘천시 (사북면 - 서면 - 신북읍 - 신동 - 사농동 - 우두동 - 소양로1가 - 후평동 - 동면) - 홍천군 (화촌면 - 서석면 - 내면) - 양양군 서면 - 양양읍 - 강현면) - 속초시 (대포동 - 조양동 - 교동 - 장사동 - 노학동) - 고성군 토성면 - 인제군 북면

## 노선
- (■): 자동차 전용도로 구간

### 경기도
| 이름                                      | 접속 노선                                             | 소재지                                              | 소재지                                          | 비고                                                         |
| ----------------------------------------- | ----------------------------------------------------- | --------------------------------------------------- | ----------------------------------------------- | ------------------------------------------------------------ |
| 김포CC 교차로                             | 국도 제48호선 (김포대로)                              | 김포시                                              | 월곶면                                          | 기점                                                         |
| 군하리                                    | 군하로                                                | 김포시                                              | 월곶면                                          |                                                              |
| 조각공원입구                              | 용강로                                                | 김포시                                              | 월곶면                                          |                                                              |
| 고막리                                    | 고정로                                                | 김포시                                              | 월곶면                                          |                                                              |
| 개곡교                                    |                                                       | 김포시                                              | 월곶면                                          |                                                              |
| (애기봉입구)                              | 평화공원로                                            | 김포시                                              | 월곶면                                          |                                                              |
| 개곡초교 교차로                           |                                                       | 김포시                                              | 월곶면                                          |                                                              |
| 귀전 교차로                               | 애기봉로573번길                                       | 김포시                                              | 통진읍                                          |                                                              |
| 하성면 행정복지센터                       | 태산로                                                | 김포시                                              | 하성면                                          |                                                              |
| 하성초등학교                              |                                                       | 김포시                                              | 하성면                                          |                                                              |
| 하성 교차로                               | 하성로                                                | 김포시                                              | 하성면                                          |                                                              |
| 석탄리                                    | 국가지원지방도 제78호선                               | 김포시                                              | 하성면                                          | 미개통 구간                                                  |
| 하성대교                                  |                                                       | 김포시                                              | 하성면                                          | 미개통 구간                                                  |
|                                           | 파주시                                                | 교하동                                              |                                                 | 미개통 구간                                                  |
| 문발 나들목                               | 파주시                                                | 교하동                                              | 국도 제77호선 (자유로)                          |                                                              |
| 문발1교                                   | 파주시                                                | 교하동                                              |                                                 |                                                              |
| 문발 교차로 (문발2교)                     | 파주시                                                | 교하동                                              | 교하로                                          |                                                              |
| 교하1교                                   | 파주시                                                | 교하동                                              |                                                 |                                                              |
| (교하주공1,2단지)                         | 파주시                                                | 숲속노을로                                          | 운정동                                          |                                                              |
| 교하지하차도                              | 파주시                                                | 청석로                                              | 운정동                                          |                                                              |
| 교하2교 다율교                            | 파주시                                                |                                                     | 운정동                                          |                                                              |
| 산내 교차로                               | 파주시                                                | 지방도 제357호선 (남북로)                           | 운정동                                          |                                                              |
| 다율 교차로                               | 파주시                                                | 청암로                                              | 운정동                                          |                                                              |
| (생태통로)                                | 파주시                                                |                                                     | 교하동                                          | 연장 약 25m                                                  |
| 와동 교차로                               | 파주시                                                | 지방도 제359호선 (경의로)                           | 교하동                                          |                                                              |
| 와동1교 와동2교                           | 파주시                                                |                                                     | 교하동                                          |                                                              |
| 금촌지구 교차로 (와동육교)                | 파주시                                                | 금릉역로                                            | 교하동                                          |                                                              |
| 공릉천교                                  | 파주시                                                |                                                     | 조리읍                                          |                                                              |
| 공릉천교                                  | 파주시                                                | 금촌동                                              |                                                 |                                                              |
| 금촌 교차로                               | 파주시                                                | 지방도 제363호선 (중앙로)                           |                                                 |                                                              |
| 등원 교차로 (등원고가교)                  | 파주시                                                | 국도 제1호선 (통일로)                               | 조리읍                                          |                                                              |
| 등원리                                    | 파주시                                                | 등원로                                              | 조리읍                                          | 상행 진입 불가 하행 진출 불가                                |
| 뇌조 교차로                               | 파주시                                                | 국가지원지방도 제78호선 (정문로)                    | 조리읍                                          | 국가지원지방도 제78호선과 중복                               |
| 오산교                                    | 파주시                                                |                                                     | 조리읍                                          | 국가지원지방도 제78호선과 중복                               |
| 오산1 교차로                              | 파주시                                                | 등원로330번길                                       | 조리읍                                          | 국가지원지방도 제78호선과 중복                               |
| 오산2 교차로 (오산지하차도)               | 파주시                                                | 당재봉로 등원로                                     | 조리읍                                          | 국가지원지방도 제78호선과 중복                               |
| 광탄 교차로 (광탄1교)                     | 파주시                                                | 국가지원지방도 제78호선 (홀작로)                    | 광탄면                                          | 국가지원지방도 제78호선과 중복                               |
| 광탄2교 신산1교                           | 파주시                                                |                                                     | 광탄면                                          |                                                              |
| 신산 교차로                               | 파주시                                                | 외화산길                                            | 광탄면                                          |                                                              |
| 신산2교 분수천교 문산천교                 | 파주시                                                |                                                     | 광탄면                                          |                                                              |
| 방축 교차로 (방축교)                      | 파주시                                                | 지방도 제360호선 (새산수길) 산수골길                | 광탄면                                          |                                                              |
| 연풍 교차로 (연풍1교)                     | 파주시                                                | 혜음로                                              | 파주읍                                          |                                                              |
| 연풍교                                    | 파주시                                                |                                                     | 파주읍                                          |                                                              |
|                                           | 파주시                                                | 법원읍                                              |                                                 |                                                              |
| 호명터널                                  | 파주시                                                |                                                     | 상행 연장 510m 하행 연장 530m                   |                                                              |
| 대능1교                                   | 파주시                                                |                                                     |                                                 |                                                              |
| 대능 교차로 (대능2교) 법원 나들목         | 파주시                                                | 400호선 수도권제2순환고속도로 보광로                |                                                 |                                                              |
| 대능3교                                   | 파주시                                                |                                                     |                                                 |                                                              |
| 법원 교차로 (법원1교)                     | 파주시                                                | 화합로 오류골길                                     |                                                 |                                                              |
| 법원2교 법원교 갈곡1교                    | 파주시                                                |                                                     |                                                 |                                                              |
| 갈곡 교차로                               | 파주시                                                | 화합로                                              | 상행 진입 불가 하행 진출 불가                   |                                                              |
| 갈곡2교 갈곡3교                           | 파주시                                                |                                                     |                                                 |                                                              |
| 오현 교차로                               | 파주시                                                | 지방도 제364호선 (화합로)                           | 지방도 제364호선과 중복                         |                                                              |
| 갈곡4교                                   | 파주시                                                |                                                     | 지방도 제364호선과 중복                         |                                                              |
| 갈곡터널                                  | 파주시                                                |                                                     | 지방도 제364호선과 중복 연장 720m               |                                                              |
| 갈곡터널                                  |                                                       | 양주시                                              | 지방도 제364호선과 중복 연장 720m               | 광적면                                                       |
| 효촌1교 덕도교                            |                                                       | 양주시                                              | 지방도 제364호선과 중복                         | 광적면                                                       |
| 덕도 교차로                               | 지방도 제364호선 지방도 제371호선 (광적로)            | 양주시                                              | 지방도 제364호선과 중복 지방도 제371호선과 중복 | 광적면                                                       |
| 덕도1교 덕도2교                           |                                                       | 양주시                                              | 지방도 제371호선과 중복                         | 광적면                                                       |
| 경신 교차로                               | 화합로                                                | 양주시                                              | 지방도 제371호선과 중복                         | 남면                                                         |
| 효촌천교 상수1교                          |                                                       | 양주시                                              | 지방도 제371호선과 중복                         | 남면                                                         |
| 상수 교차로                               | 지방도 제371호선 (감악산로) 화합로                    | 양주시                                              | 지방도 제371호선과 중복                         | 남면                                                         |
| 상수4 교차로                              | 국가지원지방도 제39호선 (삼일로)                      | 양주시                                              |                                                 | 남면                                                         |
| 말미교                                    |                                                       | 양주시                                              |                                                 | 남면                                                         |
| 상수3 교차로                              | 화합로610번길                                         | 양주시                                              |                                                 | 남면                                                         |
| 발운리교                                  |                                                       | 양주시                                              |                                                 | 남면                                                         |
| 상수2 교차로                              | 운하로 화합로668번길                                  | 양주시                                              |                                                 | 남면                                                         |
| 상수1 교차로                              | 화합로610번길                                         | 양주시                                              | 은현면                                          |                                                              |
| 은현 교차로                               | 지방도 제375호선 (백은로)                             | 양주시                                              | 은현면                                          | 지방도 제375호선과 중복                                      |
| 은현2 교차로                              | 지방도 제375호선 (은현로)                             | 양주시                                              | 은현면                                          | 지방도 제375호선과 중복                                      |
| 은현교                                    |                                                       | 양주시                                              | 은현면                                          |                                                              |
| 은현1 교차로                              | 그루고개로                                            | 양주시                                              | 은현면                                          |                                                              |
| 은현초등학교                              |                                                       | 양주시                                              | 은현면                                          |                                                              |
| 국담교삼거리                              | 화합로941번길                                         | 양주시                                              | 은현면                                          |                                                              |
| 서정대학교                                |                                                       | 양주시                                              | 은현면                                          |                                                              |
| 뒷골말삼거리                              | 용암로 화합로1088번길 화합로1094번길                  | 양주시                                              | 은현면                                          |                                                              |
| 국군양주병원                              | 화합로1134번길                                        | 양주시                                              | 은현면                                          |                                                              |
| 묵은재고개                                |                                                       | 양주시                                              | 은현면                                          |                                                              |
|                                           | 회천동                                                | 양주시                                              |                                                 |                                                              |
| 덕정사거리                                | 국도 제3호선 (평화로)                                 | 양주시                                              |                                                 |                                                              |
| 덕정교                                    |                                                       | 양주시                                              |                                                 |                                                              |
| 기곡사거리                                | 화합로1325번길 화합로1327번길                         | 양주시                                              |                                                 |                                                              |
| 덕정역                                    |                                                       | 양주시                                              |                                                 |                                                              |
| 덕정삼거리                                | 독바위로                                              | 양주시                                              |                                                 |                                                              |
| 덕정중학교                                |                                                       | 양주시                                              |                                                 |                                                              |
| 칠봉초교앞 교차로                         | 회정로                                                | 양주시                                              |                                                 |                                                              |
| 칠봉초등학교 덕정고교앞 교차로            |                                                       | 양주시                                              |                                                 |                                                              |
| 덕정고교삼거리                            | 고암길                                                | 양주시                                              |                                                 |                                                              |
| 주공삼거리                                | 고암길                                                | 양주시                                              |                                                 |                                                              |
| 양주 나들목 (서재말 교차로) (회암 교차로) | 400호선 수도권제2순환고속도로 국도 제3호선 (신평화로) | 양주시                                              | 옥정동                                          |                                                              |
| 회암교                                    |                                                       | 양주시                                              | 옥정동                                          |                                                              |
| 율정삼거리                                | 옥정로                                                | 양주시                                              | 옥정동                                          |                                                              |
| 김삿갓교삼거리                            | 지방도 제379호선 (천보산로)                           | 양주시                                              | 옥정동                                          | 지방도 제379호선과 중복                                      |
| 회암 교차로                               | 지방도 제379호선 (율정로)                             | 양주시                                              | 옥정동                                          | 지방도 제379호선과 중복                                      |
| 옥정 나들목                               | 400호선 수도권제2순환고속도로 회암사길                | 양주시                                              | 옥정동                                          |                                                              |
| 회암령                                    |                                                       | 양주시                                              | 옥정동                                          |                                                              |
|                                           | 포천시                                                | 선단동                                              |                                                 |                                                              |
| 동교사거리                                | 포천시                                                | 선단동                                              | 송우로 천보길                                   |                                                              |
| (샛터)                                    | 포천시                                                | 선단동                                              | 동교로                                          |                                                              |
| 태봉마을입구 교차로                       | 포천시                                                | 송선로                                              | 소흘읍                                          |                                                              |
| 하송우사거리                              | 포천시                                                | 국도 제43호선 (호국로) 지방도 제360호선 (가산로)    | 소흘읍                                          | 국도 제43호선과 중복                                         |
| 설운교                                    | 포천시                                                |                                                     | 선단동                                          | 국도 제43호선과 중복                                         |
| 설운3통 교차로                            | 포천시                                                | 호국로883번길                                       | 선단동                                          | 국도 제43호선과 중복                                         |
| 이마트 포천점                             | 포천시                                                |                                                     | 선단동                                          | 국도 제43호선과 중복                                         |
| 선단 나들목 (장승거리삼거리)              | 포천시                                                | 29호선 세종포천고속도로 지방도 제364호선 (삼육사로) | 선단동                                          | 국도 제43호선과 중복                                         |
| 대진대입구 교차로 (대진대학교)            | 포천시                                                |                                                     | 선단동                                          | 국도 제43호선과 중복                                         |
| (이름 미상)                               | 포천시                                                | 지방도 제364호선                                    | 선단동                                          | 국도 제43호선과 중복                                         |
| 선단교                                    | 포천시                                                |                                                     | 선단동                                          | 국도 제43호선과 중복                                         |
| 할렐루야기도원                            | 포천시                                                | 정자동길                                            | 선단동                                          | 국도 제43호선과 중복                                         |
| 자작삼거리                                | 포천시                                                | 자작로                                              | 선단동                                          | 국도 제43호선과 중복                                         |
| 어룡3통 교차로                            | 포천시                                                | 호국로1331번길                                      | 포천동                                          | 국도 제43호선과 중복                                         |
| 어룡2통 교차로                            | 포천시                                                | 어룡길                                              | 포천동                                          | 국도 제43호선과 중복                                         |
| 어룡1통 교차로                            | 포천시                                                | 왕방로 용정경제로                                   | 포천동                                          | 국도 제43호선과 중복                                         |
| 포천삼거리                                | 포천시                                                | 중앙로                                              | 포천동                                          | 국도 제43호선과 중복                                         |
| 포천1교                                   | 포천시                                                |                                                     | 포천동                                          | 국도 제43호선과 중복                                         |
|                                           | 포천시                                                | 군내면                                              |                                                 | 국도 제43호선과 중복                                         |
| 포천종합운동장 포천교육지원청 포천소방서  | 포천시                                                |                                                     |                                                 | 국도 제43호선과 중복                                         |
| 포천2교                                   | 포천시                                                | 호병로                                              |                                                 | 국도 제43호선과 중복                                         |
| 포천경찰서                                | 포천시                                                |                                                     |                                                 | 국도 제43호선과 중복                                         |
| 군내사거리                                | 포천시                                                | 국도 제43호선 (호국로)                              |                                                 | 국도 제43호선과 중복                                         |
| 포천일고등학교                            | 포천시                                                |                                                     |                                                 |                                                              |
| 청성 교차로                               | 포천시                                                | 국도 제87호선 (포천로)                              |                                                 |                                                              |
| 구읍삼거리                                | 포천시                                                | 반월산성로                                          |                                                 |                                                              |
| 구읍교                                    | 포천시                                                |                                                     |                                                 |                                                              |
| 직두삼거리                                | 포천시                                                | 용두로                                              |                                                 |                                                              |
| 굴고개                                    | 포천시                                                |                                                     |                                                 |                                                              |
|                                           | 포천시                                                | 화현면                                              |                                                 |                                                              |
| 명덕리                                    | 포천시                                                | 봉화로                                              |                                                 |                                                              |
| 서파 교차로                               | 포천시                                                | 국도 제37호선 (청군로) 국도 제47호선 (금강로)       | 내촌면                                          | 국도 제37, 47호선과 중복                                     |
| 봉수 교차로                               | 봉수로                                                | 가평군                                              | 상면                                            | 국도 제37, 47호선과 중복                                     |
| 운악 교차로                               | 화동로                                                | 포천시                                              | 화현면                                          | 국도 제37, 47호선과 중복                                     |
| 화현교                                    |                                                       | 포천시                                              | 화현면                                          | 국도 제37, 47호선과 중복                                     |
| 화현 교차로                               | 화동로                                                | 포천시                                              | 화현면                                          | 국도 제37, 47호선과 중복                                     |
| 선촌 교차로                               | 화동로499번길                                         | 포천시                                              | 화현면                                          | 국도 제37, 47호선과 중복                                     |
| 일동 교차로                               | 국도 제37호선 (신영일로)                              | 포천시                                              | 일동면                                          | 국도 제37, 47호선과 중복                                     |
| 기산1교 기산2교 기산3교                   |                                                       | 포천시                                              | 일동면                                          | 국도 제47호선과 중복                                         |
| 수입 교차로                               | 지방도 제387호선 (수입로)                             | 포천시                                              | 일동면                                          | 국도 제47호선과 중복                                         |
| 수입교 사직1교 사직2교 사직3교 사직4교    |                                                       | 포천시                                              | 일동면                                          | 국도 제47호선과 중복                                         |
| 연곡1교 연곡2교 연곡3교                   |                                                       | 포천시                                              | 이동면                                          | 국도 제47호선과 중복                                         |
| 연곡 교차로 (신연곡삼거리)                | 화동로                                                | 포천시                                              | 이동면                                          | 국도 제47호선과 중복                                         |
| 장암1교 장암2교                           |                                                       | 포천시                                              | 이동면                                          | 국도 제47호선과 중복                                         |
| 이동터널                                  |                                                       | 포천시                                              | 이동면                                          | 국도 제47호선과 중복 인제 방면 연장 275m 김포 방면 연장 320m |
| 장암3교                                   |                                                       | 포천시                                              | 이동면                                          | 국도 제47호선과 중복                                         |
| 이동 교차로                               | 국가지원지방도 제78호선 (여우고개로)                  | 포천시                                              | 이동면                                          | 국도 제47호선과 중복                                         |
| 도평1교 도평2교                           |                                                       | 포천시                                              | 이동면                                          | 국도 제47호선과 중복                                         |
| 도평 교차로 (도평3교)                     | 지방도 제372호선 (화동로)                             | 포천시                                              | 이동면                                          | 국도 제47호선과 중복                                         |
| 도평교 약사교 지동교 일단고개             |                                                       | 포천시                                              | 이동면                                          | 국도 제47호선과 중복                                         |
| 자등현 (자등고개)                         |                                                       | 포천시                                              | 이동면                                          | 국도 제47호선과 중복                                         |

### 강원특별자치도
| 이름                                                                             | 접속 노선                                        | 소재지                           | 소재지                                       | 비고                                         |
| -------------------------------------------------------------------------------- | ------------------------------------------------ | -------------------------------- | -------------------------------------------- | -------------------------------------------- |
| 자등현 (자등고개)                                                                |                                                  | 철원군                           | 서면                                         | 국도 제47호선과 중복                         |
| 자등교 관술교 신수리정류소                                                       |                                                  | 철원군                           | 서면                                         | 국도 제47호선과 중복                         |
| (자등리)                                                                         | 국도 제47호선 (금강로) 지방도 제463호선 (태봉로) | 철원군                           | 서면                                         | 국도 제47호선과 중복 지방도 제463호선과 중복 |
| 신술2교                                                                          |                                                  | 철원군                           | 서면                                         | 지방도 제463호선과 중복                      |
| 신술터널                                                                         |                                                  | 철원군                           | 서면                                         | 지방도 제463호선과 중복 연장 610m            |
| 신술터널                                                                         | 근남면                                           | 철원군                           |                                              | 지방도 제463호선과 중복 연장 610m            |
| (도덕교 서단)                                                                    | 지방도 제463호선 (하오재로)                      | 철원군                           | 지방도 제463호선과 중복                      |                                              |
| 잠곡1교 잠곡초등학교(폐교) 잠곡2교 육단3교                                       |                                                  | 철원군                           |                                              |                                              |
| 육단리                                                                           | 국도 제56호선 (하오재로)                         | 철원군                           | 국도 제56호선과 중복                         |                                              |
| 수피2교 수피1교 수피교                                                           |                                                  | 철원군                           | 국도 제56호선과 중복                         |                                              |
| 수피령                                                                           |                                                  | 철원군                           | 국도 제56호선과 중복 해발 780m               |                                              |
| 수피령                                                                           |                                                  | 화천군                           | 국도 제56호선과 중복 해발 780m               | 상서면                                       |
| 다목1교                                                                          |                                                  | 화천군                           | 국도 제56호선과 중복                         | 상서면                                       |
| 다목리버스터미널                                                                 | 지방도 제461호선 (다파로)                        | 화천군                           | 국도 제56호선과 중복                         | 상서면                                       |
| 다목교                                                                           |                                                  | 화천군                           | 국도 제56호선과 중복                         | 상서면                                       |
| 실내고개                                                                         |                                                  | 화천군                           | 국도 제56호선과 중복                         | 상서면                                       |
|                                                                                  | 사내면                                           | 화천군                           | 국도 제56호선과 중복                         |                                              |
| 상실내교 하실내교                                                                |                                                  | 화천군                           | 국도 제56호선과 중복                         |                                              |
| 명월교                                                                           | 박달로                                           | 화천군                           | 국도 제56호선과 중복                         |                                              |
| 창암교                                                                           |                                                  | 화천군                           | 국도 제56호선과 중복                         |                                              |
| 사창리                                                                           | 국도 제75호선 (포화로)                           | 화천군                           | 국도 제56호선과 중복                         |                                              |
| 문화교                                                                           | 문화마을2길                                      | 화천군                           | 국도 제56호선과 중복                         |                                              |
| 덕고개 용담교                                                                    |                                                  | 화천군                           | 국도 제56호선과 중복                         |                                              |
| (송정교 동단)                                                                    | 김수증길                                         | 화천군                           | 국도 제56호선과 중복                         |                                              |
| 상규교                                                                           |                                                  | 춘천시                           | 국도 제56호선과 중복                         | 사북면                                       |
| 지촌삼거리                                                                       | 국도 제5호선 (영서로)                            | 춘천시                           | 국도 제5, 56호선과 중복                      | 사북면                                       |
| 사북면 행정복지센터                                                              |                                                  | 춘천시                           | 국도 제5, 56호선과 중복                      | 사북면                                       |
| 신포교                                                                           | 말고개길                                         | 춘천시                           | 국도 제5, 56호선과 중복                      | 사북면                                       |
| 말고개터널                                                                       |                                                  | 춘천시                           | 국도 제5, 56호선과 중복 연장 637m            | 사북면                                       |
| 원평교                                                                           | 말고개길                                         | 춘천시                           | 국도 제5, 56호선과 중복                      | 사북면                                       |
| 원평제2교                                                                        |                                                  | 춘천시                           | 국도 제5, 56호선과 중복                      | 사북면                                       |
| 원평1교                                                                          |                                                  | 춘천시                           | 국도 제5, 56호선과 중복                      | 사북면                                       |
|                                                                                  | 서면                                             | 춘천시                           | 국도 제5, 56호선과 중복                      |                                              |
| 오월피암터널                                                                     |                                                  | 춘천시                           | 국도 제5, 56호선과 중복 연장 약 40m          |                                              |
| (이름 없음)                                                                      | 화악지암길                                       | 춘천시                           | 국도 제5, 56호선과 중복                      |                                              |
| 납실피암터널                                                                     |                                                  | 춘천시                           | 국도 제5, 56호선과 중복 연장 약 75m          |                                              |
| 오월1교                                                                          | 화악지암길                                       | 춘천시                           | 국도 제5, 56호선과 중복                      |                                              |
| 갈월피암터널                                                                     |                                                  | 춘천시                           | 국도 제5, 56호선과 중복 연장 약 80m          |                                              |
| 갈월교                                                                           |                                                  | 춘천시                           | 국도 제5, 56호선과 중복                      |                                              |
| 춘천댐삼거리                                                                     | 국가지원지방도 제70호선 (서상로)                 | 춘천시                           | 국도 제5, 56호선과 중복                      |                                              |
| 춘성교                                                                           |                                                  | 춘천시                           | 국도 제5, 56호선과 중복                      |                                              |
|                                                                                  | 신북읍                                           | 춘천시                           | 국도 제5, 56호선과 중복                      |                                              |
| 고탄입구                                                                         | 지방도 제407호선 (춘화로)                        | 춘천시                           | 국도 제5, 56호선과 중복                      |                                              |
| 용산 교차로                                                                      | 영서로                                           | 춘천시                           | 국도 제5, 56호선과 중복                      |                                              |
| 용산교 역골교 상리교 큰통골교 쌍용교 지내교                                      |                                                  | 춘천시                           | 국도 제5, 56호선과 중복                      |                                              |
| 지내 교차로                                                                      | 신북로                                           | 춘천시                           | 국도 제5, 56호선과 중복                      |                                              |
| 지당교 장본대교 율문교                                                           |                                                  | 춘천시                           | 국도 제5, 56호선과 중복                      |                                              |
| 신북 교차로                                                                      | 국도 제46호선 (춘양로)                           | 춘천시                           | 국도 제5, 46, 56호선과 중복                  |                                              |
| 신북교 천전3교                                                                   |                                                  | 춘천시                           | 국도 제5, 46, 56호선과 중복                  |                                              |
| 천전 나들목                                                                      | 신샘밭로                                         | 춘천시                           | 국도 제5, 46, 56호선과 중복                  |                                              |
| 천전2교                                                                          |                                                  | 춘천시                           | 국도 제5, 46, 56호선과 중복                  |                                              |
| 소양6교                                                                          |                                                  | 춘천시                           | 국도 제5, 46, 56호선과 중복                  |                                              |
|                                                                                  | 동면                                             | 춘천시                           | 국도 제5, 46, 56호선과 중복                  |                                              |
| 송율교                                                                           |                                                  | 춘천시                           | 국도 제5, 46, 56호선과 중복                  |                                              |
| 동면 나들목                                                                      | 국도 제5호선 국도 제46호선 (순환대로) 춘천로     | 춘천시                           | 국도 제5, 46, 56호선과 중복                  |                                              |
| 동면치안센터                                                                     | 가산로                                           | 춘천시                           | 국도 제56호선과 중복                         |                                              |
| 감정교                                                                           |                                                  | 춘천시                           | 국도 제56호선과 중복                         |                                              |
| 감정삼거리                                                                       | 순환대로                                         | 춘천시                           | 국도 제56호선과 중복                         |                                              |
| 느랏재터널                                                                       |                                                  | 춘천시                           | 국도 제56호선과 중복 연장 660m               |                                              |
| 상걸교                                                                           | 길골길                                           | 춘천시                           | 국도 제56호선과 중복                         |                                              |
| 잣밭교                                                                           | 백자동길                                         | 춘천시                           | 국도 제56호선과 중복                         |                                              |
| 가락재터널                                                                       |                                                  | 춘천시                           | 국도 제56호선과 중복 연장 590m               |                                              |
| 가락재터널                                                                       |                                                  | 홍천군                           | 국도 제56호선과 중복 연장 590m               | 화촌면                                       |
| 풍천교 영신초등학교(폐교)                                                        |                                                  | 홍천군                           | 국도 제56호선과 중복                         | 화촌면                                       |
| 구성포피암터널                                                                   |                                                  | 홍천군                           | 국도 제56호선과 중복 연장 약 45m             | 화촌면                                       |
| 와기교 안말교                                                                    |                                                  | 홍천군                           | 국도 제56호선과 중복                         | 화촌면                                       |
| 신내사거리                                                                       | 홍천로                                           | 홍천군                           | 국도 제56호선과 중복                         | 화촌면                                       |
| 구성포 교차로                                                                    | 국도 제44호선 (설악로)                           | 홍천군                           | 국도 제56호선과 중복                         | 화촌면                                       |
| 대진교 화촌중학교 삼포초등학교                                                   |                                                  | 홍천군                           | 국도 제56호선과 중복                         | 화촌면                                       |
| 외삼포삼거리                                                                     | 산초울로                                         | 홍천군                           | 국도 제56호선과 중복                         | 화촌면                                       |
| 삼포교 군업1교 군업2교 말고개                                                    |                                                  | 홍천군                           | 국도 제56호선과 중복                         | 화촌면                                       |
| 조가터                                                                           | 지방도 제406호선 (당무로)                        | 홍천군                           | 국도 제56호선과 중복                         | 화촌면                                       |
| 군평초등학교(폐교)                                                               |                                                  | 홍천군                           | 국도 제56호선과 중복                         | 화촌면                                       |
| 솔치재터널                                                                       |                                                  | 홍천군                           | 국도 제56호선과 중복 연장 540m               | 화촌면                                       |
| 솔치재터널                                                                       | 서석면                                           | 홍천군                           | 국도 제56호선과 중복 연장 540m               |                                              |
| 홍천서석수련원 (구 서석초등학교 송촌분교)                                        |                                                  | 홍천군                           | 국도 제56호선과 중복                         |                                              |
| 어론삼거리                                                                       | 지방도 제444호선 (공작산로)                      | 홍천군                           | 국도 제56호선과 중복 지방도 제444호선과 중복 |                                              |
| 어론교 국립종자원 강원지원                                                       |                                                  | 홍천군                           | 국도 제56호선과 중복 지방도 제444호선과 중복 |                                              |
| (용두안)                                                                         | 지방도 제444호선 (행치령로)                      | 홍천군                           | 국도 제56호선과 중복 지방도 제444호선과 중복 |                                              |
| 용두안2교 서석면체육공원 용두안1교 서석시외버스터미널 서석중학교 서석고등학교    |                                                  | 홍천군                           | 국도 제56호선과 중복                         |                                              |
| 풍암교 북단                                                                      | 국도 제19호선 (청정로)                           | 홍천군                           | 국도 제56호선과 중복                         |                                              |
| 검산교                                                                           | 효제곡길                                         | 홍천군                           | 국도 제56호선과 중복                         |                                              |
| 검산2교                                                                          | 검산길                                           | 홍천군                           | 국도 제56호선과 중복                         |                                              |
| 삼생초등학교 생곡1교 생곡2교                                                     |                                                  | 홍천군                           | 국도 제56호선과 중복                         |                                              |
| 하뱃재                                                                           |                                                  | 홍천군                           | 국도 제56호선과 중복                         |                                              |
|                                                                                  | 내면                                             | 홍천군                           | 국도 제56호선과 중복                         |                                              |
| 율전삼거리                                                                       | 국도 제31호선 (방내로)                           | 홍천군                           | 국도 제31, 56호선과 중복                     |                                              |
| 이현교                                                                           |                                                  | 홍천군                           | 국도 제31, 56호선과 중복                     |                                              |
| 상뱃재                                                                           |                                                  | 홍천군                           | 국도 제31, 56호선과 중복 해발 886m           |                                              |
| 약수교 양수교                                                                    |                                                  | 홍천군                           | 국도 제31, 56호선과 중복                     |                                              |
| 창촌삼거리                                                                       | 국도 제31호선 (운두령로)                         | 홍천군                           | 국도 제31, 56호선과 중복                     |                                              |
| 내면고등학교 내면중학교 창촌초등학교 창촌교 내면고원체육공원 원당교 원당초등학교 |                                                  | 홍천군                           | 국도 제56호선과 중복                         |                                              |
| 원당삼거리                                                                       | 지방도 제446호선 (내린천로)                      | 홍천군                           | 국도 제56호선과 중복                         |                                              |
| 홍천학생야영장 (구 광원초등학교) 광원교 홍천은행나무숲                           |                                                  | 홍천군                           | 국도 제56호선과 중복                         |                                              |
| 명개교                                                                           | 삼봉휴양길                                       | 홍천군                           | 국도 제56호선과 중복                         |                                              |
| 외청도교                                                                         |                                                  | 홍천군                           | 국도 제56호선과 중복                         |                                              |
| 명개삼거리                                                                       | 명개로                                           | 홍천군                           | 국도 제56호선과 중복                         |                                              |
| 구룡령                                                                           |                                                  | 홍천군                           | 국도 제56호선과 중복 해발 1013m              |                                              |
| 구룡령                                                                           |                                                  | 양양군                           | 국도 제56호선과 중복 해발 1013m              | 서면                                         |
| 지방넘이                                                                         |                                                  | 양양군                           | 국도 제56호선과 중복 해발 632m               | 서면                                         |
| 마치고개 갈천교                                                                  |                                                  | 양양군                           | 국도 제56호선과 중복                         | 서면                                         |
| 미천휴양림입구                                                                   | 미천골길                                         | 양양군                           | 국도 제56호선과 중복                         | 서면                                         |
| 황이교                                                                           |                                                  | 양양군                           | 국도 제56호선과 중복                         | 서면                                         |
| 서림삼거리                                                                       | 지방도 제418호선 (조침령로)                      | 양양군                           | 국도 제56호선과 중복                         | 서면                                         |
| 상평초등학교 현서분교 영덕3교                                                    |                                                  | 양양군                           | 국도 제56호선과 중복                         | 서면                                         |
| 서양양 나들목                                                                    | 60호선 서울양양고속도로                          | 양양군                           | 국도 제56호선과 중복                         | 서면                                         |
| 영덕사거리                                                                       | 산얏골길                                         | 양양군                           | 국도 제56호선과 중복                         | 서면                                         |
| 큰영아치 소령아치 상평초등학교 공수전분교 송천교                                 |                                                  | 양양군                           | 국도 제56호선과 중복                         | 서면                                         |
| 논화 교차로                                                                      | 국도 제44호선 (설악로)                           | 양양군                           | 국도 제44, 56호선과 중복                     | 서면                                         |
| 상평 교차로                                                                      | 곰밭길                                           | 양양군                           | 국도 제44, 56호선과 중복                     | 서면                                         |
| 수상1교                                                                          |                                                  | 양양군                           | 국도 제44, 56호선과 중복                     | 서면                                         |
| 양양 나들목 (양양IC 교차로)                                                      | 60호선 서울양양고속도로 65호선 동해고속도로      | 양양군                           | 국도 제44, 56호선과 중복                     | 서면                                         |
| 양양 나들목 (양양IC 교차로)                                                      | 60호선 서울양양고속도로 65호선 동해고속도로      | 양양군                           | 국도 제44, 56호선과 중복                     | 양양읍                                       |
| 임천 교차로                                                                      | 거마천로 양양로 임천길                           | 양양군                           | 국도 제44, 56호선과 중복                     |                                              |
| 임천1교                                                                          |                                                  | 양양군                           | 국도 제44, 56호선과 중복                     |                                              |
| 구교 교차로                                                                      | 북문길 한고개길                                  | 양양군                           | 국도 제44, 56호선과 중복                     |                                              |
| 청곡 교차로                                                                      | 국도 제7호선 (동해대로)                          | 양양군                           | 국도 제44, 56호선과 중복 국도 제7호선과 중복 |                                              |
| 청곡교 양양포월농공단지 조산교                                                   |                                                  | 양양군                           | 국도 제7호선과 중복                          |                                              |
| 조산사거리                                                                       | 사래로                                           | 양양군                           | 국도 제7호선과 중복                          |                                              |
| 조산삼거리                                                                       | 일출로 조산딴봉길                                | 양양군                           | 국도 제7호선과 중복                          |                                              |
| 도립공원삼거리                                                                   | 일출로                                           | 양양군                           | 국도 제7호선과 중복                          | 강현면                                       |
| 낙산버스터미널                                                                   |                                                  | 양양군                           | 국도 제7호선과 중복                          | 강현면                                       |
| 낙산사거리                                                                       | 안골로 일출로                                    | 양양군                           | 국도 제7호선과 중복                          | 강현면                                       |
| 설악해수욕장 정암해수욕장 강현면사무소                                           |                                                  | 양양군                           | 국도 제7호선과 중복                          | 강현면                                       |
| 공항삼거리                                                                       | 진미로                                           | 양양군                           | 국도 제7호선과 중복                          | 강현면                                       |
| 물치교                                                                           |                                                  | 양양군                           | 국도 제7호선과 중복                          | 강현면                                       |
| (물치리)                                                                         | 물치천로                                         | 양양군                           | 국도 제7호선과 중복                          | 강현면                                       |
| 물치항                                                                           |                                                  | 양양군                           | 국도 제7호선과 중복                          | 강현면                                       |
| 쌍천교                                                                           |                                                  | 양양군                           | 국도 제7호선과 중복                          | 강현면                                       |
|                                                                                  | 속초시                                           | 대포동                           | 국도 제7호선과 중복                          |                                              |
| 설악동입구삼거리                                                                 | 속초시                                           | 대포동                           | 국도 제7호선과 중복                          | 설악산로                                     |
| 물치시외버스정류소 대포항                                                        | 속초시                                           | 대포동                           | 국도 제7호선과 중복                          |                                              |
| 농공단지앞사거리                                                                 | 속초시                                           | 대포동                           | 국도 제7호선과 중복                          | 해오름로 농공단지길                          |
| 조양 교차로                                                                      | 속초시                                           | 청대로                           | 국도 제7호선과 중복                          | 조양동                                       |
| 새마을사거리                                                                     | 속초시                                           | 조양로 새마을길                  | 국도 제7호선과 중복                          | 조양동                                       |
| 고속버스터미널앞 (속초고속버스터미널)                                            | 속초시                                           | 청호로 해오름로                  | 국도 제7호선과 중복                          | 조양동                                       |
| (이름 없음)                                                                      | 속초시                                           | 설악금강대교로                   | 국도 제7호선과 중복 인제 방면만 진출입 가능  | 조양동                                       |
| 엑스포장입구삼거리                                                               | 속초시                                           | 엑스포로                         | 국도 제7호선과 중복                          | 조양동                                       |
| (청대초등학교입구)                                                               | 속초시                                           | 소평로                           | 국도 제7호선과 중복                          | 조양동                                       |
| 청초교                                                                           | 속초시                                           |                                  | 국도 제7호선과 중복                          | 조양동                                       |
|                                                                                  | 속초시                                           | 교동                             | 국도 제7호선과 중복                          |                                              |
| 청초교사거리                                                                     | 속초시                                           | 온천로                           | 국도 제7호선과 중복                          |                                              |
| 교동삼거리                                                                       | 속초시                                           | 중앙로                           | 국도 제7호선과 중복                          |                                              |
| 노학동주민센터                                                                   | 속초시                                           |                                  | 국도 제7호선과 중복                          |                                              |
| 만천사거리                                                                       | 속초시                                           | 수복로                           | 국도 제7호선과 중복                          |                                              |
| 만천삼거리                                                                       | 속초시                                           | 청대로                           | 국도 제7호선과 중복                          |                                              |
| 교동지하차도                                                                     | 속초시                                           | 국도 제7호선 (동해대로) 미시령로 | 국도 제7호선과 중복                          |                                              |
| 장천입구삼거리                                                                   | 속초시                                           | 장성천길                         | 노학동                                       |                                              |
| 학사평 교차로                                                                    | 속초시                                           | 관광로 미시령로2983번길          | 노학동                                       |                                              |
| 콩꽃마을교                                                                       | 속초시                                           |                                  | 노학동                                       |                                              |
| 콩꽃마을 교차로                                                                  | 속초시                                           | 학사평길                         | 노학동                                       |                                              |
| 속초 나들목                                                                      | 속초시                                           | 65호선 동해고속도로              | 노학동                                       |                                              |
| 원암대교                                                                         | 속초시                                           |                                  | 노학동                                       |                                              |
|                                                                                  | 고성군                                           | 토성면                           |                                              |                                              |
| 원암육교                                                                         | 고성군                                           | 토성면                           |                                              |                                              |
| 원암2 교차로                                                                     | 고성군                                           | 토성면                           | 고성대로                                     |                                              |
| 원암1 교차로                                                                     | 고성군                                           | 토성면                           | 미시령옛길                                   |                                              |
| 미시령 요금소                                                                    | 고성군                                           | 토성면                           |                                              | 본선 요금소                                  |
| 미시령터널                                                                       | 고성군                                           | 토성면                           |                                              | 인제 방면 연장 3,565m 김포 방면 연장 3,520m  |
| 미시령터널                                                                       |                                                  | 인제군                           | 북면                                         | 인제 방면 연장 3,565m 김포 방면 연장 3,520m  |
| 용대3교                                                                          |                                                  | 인제군                           | 북면                                         |                                              |
| 도적소 교차로                                                                    | 미시령옛길                                       | 인제군                           | 북면                                         |                                              |
| 용대2교 용호교 중수교 용대1교                                                    |                                                  | 인제군                           | 북면                                         |                                              |
| 용대 교차로                                                                      | 국도 제46호선 (미시령로) (진부령로) 황태길       | 인제군                           | 북면                                         | 종점                                         |

## 도로명
경기도
- 김포시 월곶면 김포CC 교차로 ~ 군하리 : 군하로
- 김포시 월곶면 군하리 ~ 하성면 하성 교차로 : 애기봉로
- 파주시 교하동 문발 나들목 ~ 법원읍 갈곡터널 : 파주로
- 양주시 광적면 갈곡터널 ~ 상수 교차로 : 광남로
- 양주시 광적면 상수 교차로 ~ 포천시 소흘읍 하송우사거리 : 화합로
- 포천시 소흘읍 하송우사거리 ~ 군내면 군내사거리 : 호국로
- 포천시 군내면 군내사거리 ~ 화현면 서파 교차로 : 청군로
- 포천시 화현면 서파 교차로 ~ 이동면 자등현 : 금강로

강원특별자치도
- 철원군 서면 자등현 ~ (자등리) : 금강로
- 철원군 서면 (자등리) ~ 근남면 (도덕교 서단) : 태봉로
- 철원군 근남면 (도덕교 서단) ~ 육단리 : 하오재로
- 철원군 근남면 육단리 ~ 화천군 사내면 문화교 : 수피령로
- 화천군 사내면 문화교 ~ 춘천시 사북면 지촌삼거리 : 사내천로
- 춘천시 사북면 지촌삼거리 ~ 신북읍 용산 교차로 : 영서로
- 춘천시 신북읍 용산 교차로 ~ 동면 동면 나들목 : 순환대로
- 춘천시 동면 동면 나들목 ~ 홍천군 화촌면 신내사거리 : 가락재로
- 홍천군 화촌면 신내사거리 ~ 양양군 서면 논화 교차로 : 구룡령로
- 양양군 서면 논화 교차로 ~ 양양읍 청곡 교차로 : 설악로
- 양양군 양양읍 청곡 교차로 ~ 속초시 교동 교동지하차도 : 동해대로
- 속초시 교동 교동지하차도 ~ 인제군 북면 용대 교차로 : 미시령로

## 기타
- 김포시 하성면과 파주시 문발동 문발 나들목을 잇는 구간은 현재 한강으로 단절되어 있다. '하성대교'라는 명칭의 교량이 계획되어 있다.

## 같이 보기
- 미시령터널